# Peter Stephan (Kunsthistoriker)
Peter Stephan (* 25. Mai 1963 in Offenburg) ist ein deutscher Kunsthistoriker.

## Leben
Er studierte von 1982 bis 1986 alte Geschichte, klassische Archäologie und christliche Archäologie in Freiburg im Breisgau und Heidelberg. Ausgrabungen (1986–1987) machte er beim Landesamt für Denkmalpflege Hessen in Wiesbaden im Rahmen des Zivildienstes. Das Studium (1987–1989) der Alten Geschichte sowie der alten Kirchengeschichte und Patrologie in Freiburg schloss er 1990 mit dem Magisterexamen mit der Arbeit Die Bedeutung von Geschichte in der Apologetik des Eusebius von Cäsarea ab. Ein Zweitstudium (1990–1996) der Kunstgeschichte und Klassischen Archäologie absolvierte er in Würzburg und Freiburg. Nach der Promotion 1996 in Kunstgeschichte, Klassischer Archäologie und Alter Geschichte in Freiburg wirkte er von 1996 bis 1997 als freier Mitarbeiter bei der Badischen Zeitung in Freiburg. Beim Belser-Verlag absolvierte er von 1997 bis 1998 eine Ausbildung zum Lektor. Von 1998 bis 1999 lehrte er als Dozent am Institut für Internationales Kulturmanagement in Freiburg Kunstgeschichte, Kulturgeschichte und Deutsch. Als Gerda-Henkel-Stipendiat forschte er von 1999 bis 2000 zu dem Projekt Die geistigen Grundlagen der barocken Ikonologie. Von 2000 bis 2003 konzeptionierte und bearbeitete er wissenschaftlich das Teilprojekt B 11 Das Papsttum und die katholische Kontroverstheologie im Spiegel der hochbarocken Bildkunst im Freiburger SFB 541 Identitäten und Alteritäten. Von 2003 bis 2005 war er Wissenschaftlicher Mitarbeiter im DFG-Projekt Garten-Räume, politische Räume an der Friedrich-Schiller-Universität Jena. Am 2. Februar 2006 wurde durch die Albert-Ludwigs-Universität Freiburg habilitiert. Die Habilitationsschrift wurde mit dem Wetzstein-Preis für Kunstgeschichte der Universität Freiburg auszeichnet. Am Forschungsprojekt der Gerda Henkel Stiftung Stadtraum als heilige Landschaft. Rom unter Sixtus V. wirkte er von 2007 bis 2010 mit. 2011 wurde er in Freiburg zum außerordentlichen Professor ernannt. Seit 2013 lehrt er an der Fachhochschule Potsdam Architekturtheorie und Kunstgeschichte. Seine Forschungsschwerpunkte sind Architekturgeschichte vom Mittelalter bis 1900, Gartenkunst, politische und religiöse Ikonographie und Strategien der herrschaftlichen (Selbst-)Inszenierung, der konfessionellen Disziplinierung durch die Bildkünste, der symbolischen Kodierung und Besetzung von Räumen sowie die Geschichte der Stadtbaukunst mit den Schwerpunkten Rom und Berlin.

## Monographien
- „Im Glanz der Majestät des Reiches“. Tiepolo und die Würzburger Residenz. Die Reichsidee der Schönborn und die politische Ikonologie des Barock. Konrad,  Weißenhorn 2002, ISBN 3-87437-404-1 (zugleich Dissertation, Freiburg 1996).
  - Band 1. Textband.
  - Band 2. Tafelband.
- Der vergessene Raum. Die dritte Dimension in der Fassadenarchitektur der frühen Neuzeit (= Eikoniká, Band 1). Schnell & Steiner, Regensburg 2009, ISBN 978-3-7954-2178-6 (zugleich Habilitationsschrift, Freiburg 2006).
- Das Obere Belvedere in Wien. Architektur und ikonographisches Konzept. Das Schloss des Prinzen Eugen als Abbild seines Selbstverständnisses. Böhlau, Wien 2010, ISBN 978-3-205-77785-4. Digitalisat bei Google Books
- Das Humboldt-Forum als moderner Weiterbau des Berliner Schlosses und als Vollendung der Museumsinsel (= Bd. 2 in: Franco Stella/Peter Stephan, Franco Stella). DOM Publisher Berlin 2010, ISBN 3938666641
- Stadt hoch drei. Berlin Mitte (mit Klaus Theo Brenner und Dominik Krohm). Jovis, Berlin 2018.
- Denkmalpflege und Entwurf. Die Denkmalskirche auf der Spreeinsel Berlin (mit Markus Tubbesing und Sonja Tubbesing), DOM Publishers Berlin 2020.